# هوستون
هوستون (بالإنجليزية: Houston)‏ هو موسيقي ومغني أمريكي، ولد في 26 أكتوبر 1983 في لوس أنجلوس في الولايات المتحدة.

## وصلات خارجية
- الموقع الرسمي
- هوستون على موقع IMDb (الإنجليزية)
- هوستون على موقع ميوزك برينز (الإنجليزية)
- هوستون على موقع أول ميوزيك (الإنجليزية)
- هوستون على موقع ديسكوغز (الإنجليزية)